# Automotive Corporation
Automotive Corporation war ein US-amerikanischer Hersteller von Traktoren und Automobilen.

## Unternehmensgeschichte

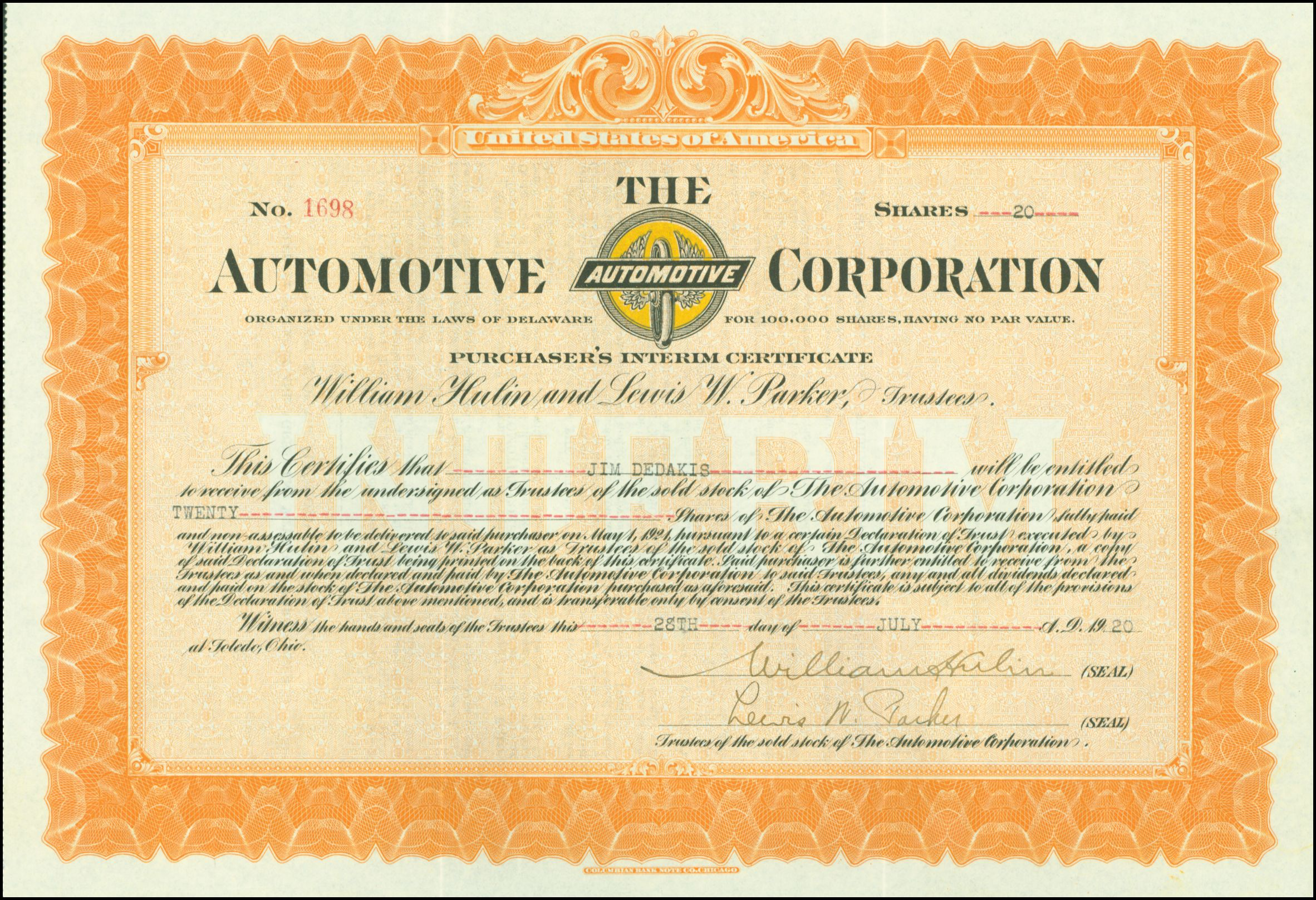
Aktie der Automotive Corporation vom 28. Juli 1920

Das Unternehmen wurde etwa 1918 in Fort Wayne in Indiana gegründet. Dort stellte es Traktoren der Marke Automotive her. Außerdem erwarb es die Reste der Sun Motor Car Company. Die Ersatzteilversorgung für deren Sun-Autos wurde aufrechterhalten. Eine Anzeige von 1919 bestätigt Fort Wayne. 1920 zog das Unternehmen nach Toledo in Ohio. 1921 begann die Produktion von Automobilen. Der Markenname lautete Sun. 1922 endete die Produktion.

## Fahrzeuge
Die Traktoren hatten zunächst einen Vierzylindermotor von Buda. 95,25 mm Bohrung und 139,7 mm Hub ergaben 3982 cm³ Hubraum. Ab 1920 wurde ein Vierzylindermotor von Hercules verwendet. Er hatte 101,6 mm Bohrung, 130,175 mm Hub und 4221 cm³ Hubraum.
Das einzige Personenkraftwagen-Modell hatte einen Vierzylindermotor mit Luftkühlung. Er war mit 10/12 PS angegeben. Das Fahrgestell hatte je nach Quelle 231 oder 249 cm Radstand. Der Aufbau war ein offener Roadster. Er kostete im ersten Jahr 375 US-Dollar und im letzten Jahr 475 Dollar. Die Höchstgeschwindigkeit war mit 80 km/h angegeben.
Pläne für 1923 beliefen sich auf größere, stärker motorisierte und teurere Fahrzeuge. Sie konnten nicht mehr umgesetzt werden.